# Тушканчик Лихтенштейна
Тушканчик Лихтенштейна (Eremodipus lichtensteini) — грызун из семейства тушканчиков и единственный вид из рода Eremodipus.
Длина туловища, включая голову, от 10 до 11 см, длина хвоста от 12,8 до 15,5 см и длина ступни от 5,0 до 5,4 см. Этот вид относится к тушканчикам среднего размера. Основной цвет меха на верхней стороне варьируется от соломенного до песочного. На нём есть рябь коричневого или черноватого цвета, которая вызван волосами с коричнево-черными кончиками. Брюшко и пятна на бедрах белые. Тушканчик Лихтенштейна отличается от настоящих пустынных тушканчиков (Jaculus) различными деталями строения черепа и зубных рядов, при этом форма задних конечностей сходна.
Ареал вида простирается от Туркменистана через Узбекистан до Казахстана. Более мелкие разрозненные популяции встречаются в Казахстане. Иногда популяцию в Прибалхашье описывают  как второй самостоятельный подвид в дополнение к номинативной форме. Тушканчик Лихтенштейна обитает в песчаных пустынях, которые часто имеют холмистый рельеф. Там он заселяет края оазисов и в местах с изолированными кустами или другой растительностью.
Этот тушканчик роет сложные системы туннелей с несколькими входами, которые в основном находятся рядом с растениями или в твердом песке. Некоторые коридоры в конструкции достигают глубины от 60 до 80 сантиметров. В основном, тушканчик Лихтенштейна питается семенами, а во время выпадения дождей (апрель — май) — зелёными частями растений. Зимует до 6 месяцев в холодное время года. У самок в одном помете бывает от 3 до 8 детенышей в год.
У этого вида отмечены заметные колебания численности популяций падениями каждые 10–12 лет. Вид внесён в список МСОП как не подверженный риску (наименьшее беспокойство).